# There You Go
There You Go – inauguracyjny singel amerykańskiej wokalistki Pink z jej debiutanckiego albumu Can’t Take Me Home, wydany w pierwszym kwartale 2000 roku. Utwór zapoczątkował karierę artystki w showbiznesie. W Australii, sprzedany w nakładzie blisko siedemdziesięciu tysięcy kopii, uzyskał certyfikat platynowego singla; w Stanach Zjednoczonych pokrył się złotem.

## Lista utworów
Maxi singel
1. „There You Go” (Album Version) – 3:26
2. „There You Go” (Hani Num Club) – 8:27
3. „There You Go” (Hani Radio Edit) – 3:33
4. „There You Go” (Hani MFF Mix) – 8:39
5. „There You Go” (Hani Mix Show Edit) – 5:32